# Bad Segeberg
Bad Segeberg är en stad i Kreis Segeberg i förbundslandet Schleswig-Holstein i Tyskland.  Staden har cirka 19 000 invånare.

## Vänorter
Staden Bad Segeberg har följande vänorter:
- Riihimäki, Finland, sedan 1954
- Kiryat Motzkin , Israel, sedan 1984
- Teterow, Tyskland, sedan 1990
- Võru, Estland, sedan 1991
- Złocieniec, Polen, sedan 1995